# Єрофалов Борис Леонідович
Бори́с Леоні́дович Єрофа́лов-Пилипча́к (нар. 16 травня 1960, Новосибірськ) — архітектор, історик архітектури, архітектурознавець, архітектурний критик. Головний редактор «Видавничого дому А+С», академік Української академії архітектури (УАА), лауреат Державної премії України в галузі архітектури, професор Міжнародної академії архітектури. 

## Біографічні відомості
Закінчив архітектурний факультет Київського художнього інституту у 1984 році. Пройшов також аспірантуру при ЦНДІ теорії та історії архітектури (Москва, 1990) та Graduate School of Banking at Colorado (США, 1994). Працював у Діпроцивільпромбуді (1977—1978), Управління Генерального плану КИЇВПРОЕКТу (1984), КиївНДІТІ (1985—1997), Міжнародній академії бізнесу та банківської справи (Тольятті, 1994—1997).
Коло наукових інтересів: історія архітектури та містопланування, теорія композиції.
Засновник і головний редактор архітектурних часописів: «А. С. С.» (1995—2003), «А+С» (з 2004).
У 2006 році нагороджений Державною премією України в галузі архітектури, що відзначила групу діячів професійної архітектурної преси України.
Твердження автора про римське поселення на території сучасного Києва, наведені в книзі «Римский Киев» (2019), викликали жваву наукову дискусію .

## Публікації

### Книги

#### Архітектурознавчі і культурологічні видання
- Ерофалов-Пилипчак Б. Архитектура имперского Киева. — К.: Изд. дом А. С. С.; НИИТИАГ, 2000 (1-е изд.); 2001 (2-е изд.).
- Ерофалов Б.. Оперативная логика: В 12 частях. — К.: А. С. С., 2001.
- Ерофалов Б. Л. Постсоветский город. — К.-Тольятти: А. С. С.; НИИТИАГ, 2002. — 112 с.; илл. — ISBN 966-7452-40-9
- Ерофалов Б.. Девять лет А. С.С: Концепции / Манифесты / Обращения. — К.: Издательский дом А+С, 2004. — 432 с. — (Библиотека А+С ; т. 1). — Библиогр.: с. 408—410. — ISBN 966-8613-01-5
- Ерофалов Б.. Глаss архитектуры. — К.: А+С, 2009. — 368 с.; илл. — ISBN 966-8613-26-0[6]
- Ерофалов Б. Обелиск: Опыт культурологического исследования в области теории архитектурной формы. — К.: А+С, 2009.
- Ерофалов-Пилипчак Б. Архитектура советского Киева. — К.: А+С, 2010. — 640 с.; илл. — ISBN 978-966-8613-53-1.
- Забудова Києва доби класичного капіталізму, або Коли і як місто стало європейським / За заг. ред. М. Б. Кальницького, Н. М. Кондель-Пермінової. — К., 2012. Автор розділу ІІ «Містобудівний розвиток Києва» (с.41-61).
- Ерофалов Б. Архитектурный атлас Киева. — К.: А+С, 2013.
- Ерофалов Б. Римский Киев, или Castrum Azagarium на Киево-Подоле. — К.: А+С, 2019. — 486 с. — ISBN 978-617-7765-01-0

#### Видання вільних жанрів
- Борис Е. Цикада. — К.: А. С. С., 1998.
- Мазафака Антон. Чумайдан: Архитектурные пьесы для барабалалаечника с оркестром. — К.: А+С, 2006. — 96 с., ил. (Библиотека А+С ; т. 3).
- Ерофалов Б.. Сто тостов об архитектуре. — К.: А+С, 2007. — 112 с. — ISBN 966-8613-28-7
- Ерофалов Б. Каменщик: Собрание виршей в трех томах с одним современным дополнением. — К.: А+С, 2008. — 120 с. — ISBN 966-8613-33-3.

#### Редагування, упорядкування
- Архитектор Валентин Исак / Сост. Б. Ерофалов. — К.: А+С, 2010.
- 20×20. 20 век, Киев: 20 великих архитекторов и один Хаустов / Сост. Б. Ерофалов. — К.: А+С, 2010.
- 21×21. 21 архитектурный объект за 21 год независимой Украины / Сост. Б. Ерофалов.— К.: А+С; НСАУ, 2012.
- Архитектурное бюро «Ю. Серегин»: [альбом-каталог] / Под ред Б. Ерофалова. — К.: А+С, 2011. — 300 с., фотоил. — ISBN 978-966-8613-46-3

### Нариси
- Ерофалов Б. Печерськ Йосипа Каракіса // А. С. С. — 2002. — № 6. — С. 46-47.

### Статті
Опубліковано значну кількість (на 2007 рік — понад 300) статей у тематичних збірниках, фахових часописах, науково-популярних журналах, газетах. Низка публікацій міститься, зокрема, у журналах «Строительство и архитектура», «Архітектура України», «А. С. С.», «А+С», у збірках «Сучасні проблеми дослідження, реставрації та збереження культурної спадщини». Частину їх підписано псевдонімами.